# Feira de artes de Embu das Artes
A partir do 1º Salão de Artes Plásticas de Embu em 1964, que reunia trabalhos de diversos artistas renomados, a arte produzida no município passou a ser reconhecida nacional e internacionalmente.
Em 31 de janeiro de 1969 foi criada a Feira de Artes e Artesanato na frente da Igreja Matriz, hoje Museu de Arte Sacra. No decorrer de seus quarenta anos de existência a Feira foi ocupando todas as ruas do Centro Histórico
- agora Passeio das Artes. Paralelo ao desenvolvimento da Feira, foram surgindo as diversas lojas de artesanato, galerias de arte, antiquários e lojas de móveis rústicos artesanais, tornando a cidade conhecida por Embu das Artes.
A tradicional Feira de Artes de Embu conta com uma grande variedade de produtos artesanais, obras de arte, e também o chamado “industrianato”. A Feira do Verde, que antigamente ocupava a Praça da Lagoa e agora está localizada na Rua Siqueira Campos, incrementa junto com as barracas de alimentos e bebidas, a diversidade de produtos oferecidos.

## Composição da Feira de Artes e Artesanato
Constam 700 expositores, sendo 100 novos artesãos e artistas plásticos cadastrados na Prefeitura. A maior concentração de expositores acoantece aos domingos e feriados. Aos sábados, a Feira normalmente recebe menos expositores e turistas.

## Atrações Turísticas
Além da Feira, o visitante têm à disposição várias lojas abertas nos finais de semana e feriados, principalmente as de móveis rústicos (Av. Elias Yazbek, na entrada principal da cidade, vindo pela Rodovia Régis Bittencourt e Rodoanel Mário Covas), antiquários e de artesanato no centro histórico. Entre as opções de visita, cultura e lazer oferecidas pela cidade destaque para o Centro Cultural Embu das Artes (Largo 21 de Abril, 29 - Centro), para o Memorial Sakai de Embu (Rua Rebolo Gonzales, 185 - Cercado Grande) e para o Parque do Lago "Francisco Rizzo" (Avenida Alberto Giosa, 300 - Centro).
Há também o Museu de Arte Sacra, construção do século XVIII que compõe o patrimônio histórico da cidade e está localizado na região central, o Museu do Índio (Rua da Matriz, 54 - Centro) e a Capela de São Lázaro (Rua da Matriz, s/nº - Centro).

## Antiquários
A efervescência cultural de Embu, principalmente a partir do início da década de 1960, levou à cidade um grande número de pessoas interessadas na riqueza histórica do município, potenciais colecionadores e consumidores de móveis e objetos antigos.
Diante dessa potencialidade, surgiram na cidade dezenas de lojas especializadas na venda de antiguidades. Embu possui hoje aproximadamente 30 antiquários na região central do município, que oferecem ao público inúmeras peças de grande valor histórico e artístico.

## Arte
Com a chegada de inúmeros artistas importantes ao município a partir de 1920 (o pioneiro foi Cássio M'Boy), Embu consolida sua posição de destaque no cenário artístico nacional. Hoje, a cidade abriga dezenas de ateliês, onde pintores, escultores, forjadores, entalhadores e ourives produzem obras de grande beleza e refinamento, encantado os milhares de turistas que visitam Embu semanalmente.
Mas não são apenas as artes plásticas que garantem ao município sua tradição cultural, Embu também é a terra da dança, do teatro, da música e da poesia, manifestações que podem ser vistas em diversos espaços públicos da cidade, como as Bibliotecas Municipais e o Centro Cultural Embu das Artes.

## Artesanato
Com o surgimento da Feira de Artes e Artesanato de Embu em 1969, dezenas de artesãos levaram para as ruas do centro histórico da cidade a beleza de suas peças, atraindo um público cada vez maior, sempre ávido por uma lembrança do município.
Hoje, centenas de artesãos expõem suas peças na cidade, oferecendo ao público uma grande variedade de opções: bijouterias, porcelanas, instrumentos musicais, estofados, cestarias, vestuários, rendados e mais uma série de objetos utilitários, ou simplesmente decorativos, que enchem os olhos das pessoas que transitam pelas ruas do centro histórico de Embu das Artes.

## Plantas Ornamentais
A partir de 1940, um grande número de imigrantes japoneses chegou a Embu. Esses colonos instalaram-se principalmente em sítios e chácaras localizadas no cinturão verde do município, passando a produzir não só hortifrutigranjeiros mas também uma grande variedade de flores e plantas ornamentais.
Hoje, depois de Holambra, o município é um dos principais fornecedores de flores e plantas ornamentais negociados na Ceagesp. Parte dessa exuberante produção pode ser vista e adquirida todos os domingos na Feira do Verde, também no centro de Embu, tornando-se mais um dos atrativos da cidade.

## Móveis Rústicos
O setor moveleiro em Embu começou a ganhar seus primeiros contornos a partir de 1960, impulsionado principalmente pelos migrantes sulistas, que levaram para o município o estilo rústico dos seus móveis, cuidadosamente trabalhados em madeira maciça, o que confere força e robustez às peças produzidas na cidade.
Embu possui hoje cerca de 60 lojas de móveis, instaladas principalmente ao longo da Avenida Elias Yazbek, que liga a BR-116 ao centro da cidade, oferecendo ao público consumidor uma vasta gama de opções para mobiliar todos os espaços de uma residência, do dormitório ao jardim. Saiba mais